# جوناثان سباير
جوناثان سباير ((بالعبرية: יונתן ספייר‏)، (بالإنجليزية: Jonathan Spyer)‏) محلل بريطاني إسرائيلي وكاتب وصحفي شؤون الشرق الأوسط. وهو زميل في معهد القدس للدراسات الاستراتيجية ومنتدى الشرق الأوسط، وهو محلل أمن مستقل ومراسل لدى مجموعة جين للمعلومات، وكاتب عمود في جيروساليم بوست .
ألف سباير كتابي «أيام السقوط: رحلة أحد المراسلين في حربي سوريا والعراق» (روتليدج، 2017) استنادًا إلى رحلاته العديدة إلى سوريا والعراق، ونيران التحول: صراع الصراع الإسرائيلي - الإسلامي ( بلومزبري)، 2010).

## السيرة الذاتية
هاجر سباير إلى إسرائيل من بريطانيا عام 1991، وحصل على درجة الدكتوراه في العلاقات الدولية من كلية لندن للاقتصاد ودرجة الماجستير في سياسة الشرق الأوسط من كلية الدراسات الشرقية والإفريقية في لندن. من عام 1992 إلى عام 1993، خدم في وحدة قتالية تابعة لجيش الدفاع الإسرائيلي وقاتل في حرب لبنان عام 2006 كاحتياطي. يقيم سباير حاليًافي مدينة القدس.

## المسيرة المهنية

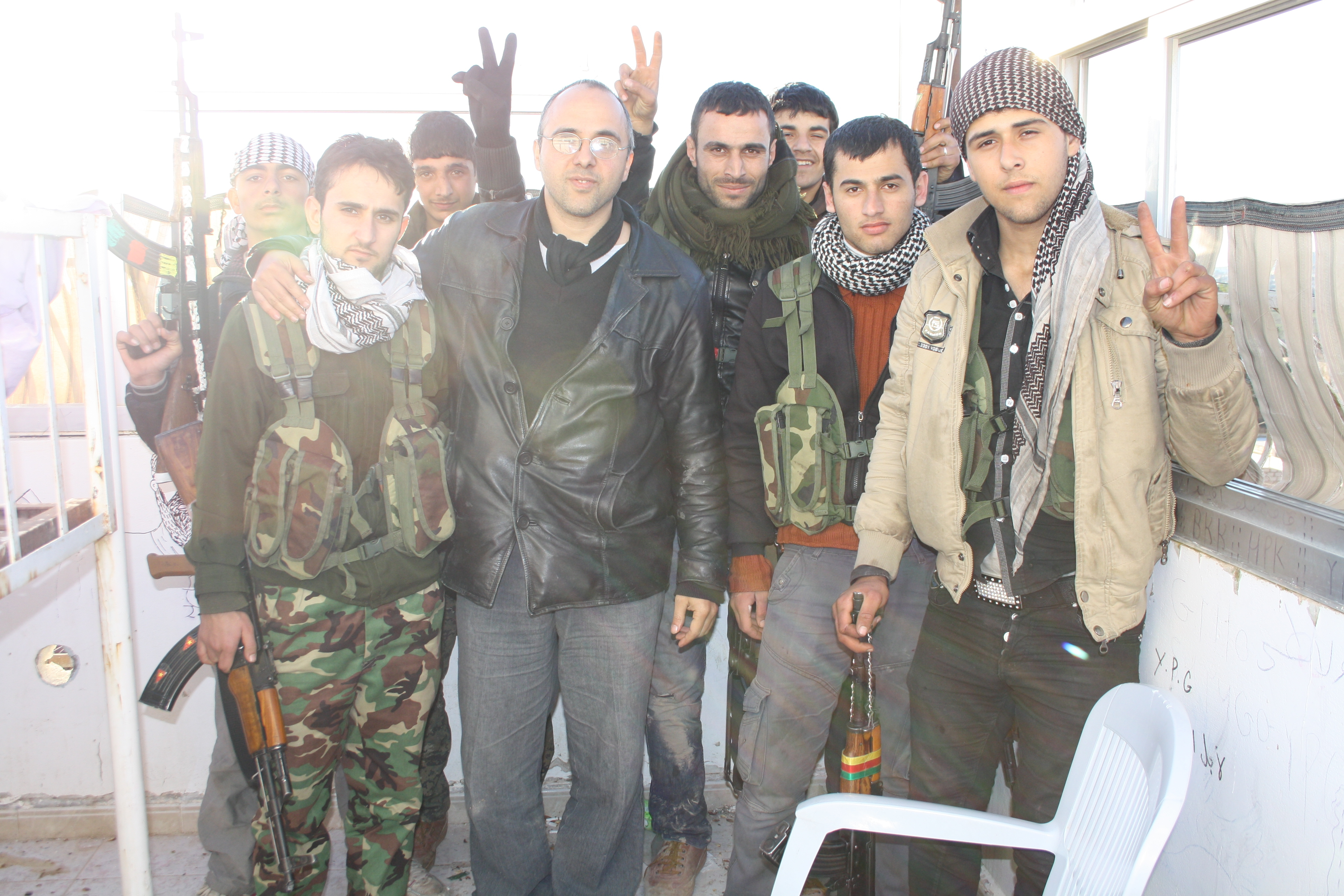
جوناثان سباير مع مقاتلي وحدات حماية الشعب في رأس العين، شمال شرق سوريا.

في مطلع ا، سافر Spyer إلى سوريا والعراق عدة مرات، بشكل عام لمدة أسبوعين تقريبًا، وقد أمضى حوالي نصف وقت رحلاته في المناطق التي يسيطر عليها الأكراد. كانت هذه التجارب أساس كتابه «أيام السقوط: رحلة مراسل في حروب سوريا والعراق»، التي نشرتها شركة روتليدج.
في أكتوبر 2014 ، كشف سباير عن دليل على حيازة واستخدام الأسلحة الكيميائية كغاز الخردل من قبل تنظيم داعش في شمال سوريا، وفي أبريل 2017 سافر سباير إلى سوريا التي يسيطر عليها النظام بموجب جواز سفره البريطاني كجزء من جولة إعلامية ترعاها الحكومة، وفي تلك الرحلة أجرى مقابلات مع وزراء الحكومة السورية وتم تصويره مع وزير المصالحة السوري علي حيدر ووزير الإعلام محمد ترجمان. في يناير 2018، ذكرت قناة العربية أن الرئيس السوري بشار الأسد قام بعزل ترجمان لسماحه بدخول الإسرائيلي سباير إلى البلاد.
تم نشر تقارير وتحليل سباير لشؤون الشرق الأوسط في العديد من وسائل مثل صحيفة وول ستريت جورنال، والجارديان، والتايمز، وويكلي ستاندارد، وفورين بوليسي، وأمريكان إنتريست.
- Days of the Fall: A Reporter’s Journey in the Syria and Iraq Wars. Routledge. 2017. ISBN:9781351359245.  Days of the Fall: A Reporter’s Journey in the Syria and Iraq Wars. Routledge. 2017. ISBN:9781351359245.  Days of the Fall: A Reporter’s Journey in the Syria and Iraq Wars. Routledge. 2017. ISBN:9781351359245.
- The Rise of Nationalism: The Arab World, Turkey, and Iran. Simon and Schuster. 2014. ISBN:9781633559240.  The Rise of Nationalism: The Arab World, Turkey, and Iran. Simon and Schuster. 2014. ISBN:9781633559240.  The Rise of Nationalism: The Arab World, Turkey, and Iran. Simon and Schuster. 2014. ISBN:9781633559240.
- The Transforming Fire: The Rise of the Israel-Islamist Conflict. Bloomsbury Publishing. 2010. ISBN:9781441111814.  The Transforming Fire: The Rise of the Israel-Islamist Conflict. Bloomsbury Publishing. 2010. ISBN:9781441111814.  The Transforming Fire: The Rise of the Israel-Islamist Conflict. Bloomsbury Publishing. 2010. ISBN:9781441111814.

## وصلات خارجية
- الموقع الرسمي